# Неко ти је у кући
Неко ти је у кући (енгл. There's Someone Inside Your House) амерички је слешер филм из 2021. Режију потписује Патрик Брајс, по сценарију Хенрија Гејдена. Темељи се на истоименом роману Стефани Перкинс из 2017. Радња прати Макани Јанг (Сидни Парк), ученицу са Хаваја, која се налази у средишту језивих случајева убистава у свом новом граду у Небраски.
Премијера је приказана 23. септембра 2021. на филмском фестивалу Fantastic Fest. Netflix га је приказао 6. октобра 2021.. Добио је помешане рецензије критичара.

## Радња
Макани и њени пријатељи из средње школе покушавају открити и зауставити маскираног убицу који напада ученике и разоткрива њихове највеће тајне.

## Улоге
| Глумац            | Улога           |
| ----------------- | --------------- |
| Сидни Парк        | Макани Јанг     |
| Теодор Пелерин    | Оли Ларсон      |
| Аша Купер         | Алекс Крисп     |
| Џеси Латурет      | Џастин Дарби    |
| Дијего Јосеф      | Родриго Доран   |
| Дејл Вибли        | Зак Сандфорд    |
| Беркли Дафилд     | Кејлеб Грили    |
| Сара Дагдејл      | Кејти Кунс      |
| Маркијан Тарасјук | Џексон Пејс     |
| Зејн Клифорд      | Мејкон Бјули    |
| Вилијам Едвард    | Рандал Брајс    |
| Емилија Баранац   | Хејли Холком    |
| Ајви Матесон      | Кејла           |
| Кејла Хелер       | Оливија Грејс   |
| Ендру Данбар      | Крис Ларсон     |
| Тедра Роџерс      | Абигејл         |
| Тали Роден        | Џасмин          |
| Ентони Тимпано    | Вит             |
| Британи Хобсон    | Бријана         |
| Вилијам Макдоналд | Скипер Сандфорд |
| Џејд Фалкон       | Стејси Причет   |
| Дејвид Луис       | господин Пејс   |
| Би-Џеј Харисон    | Сабрина Јанг    |